# FIGO

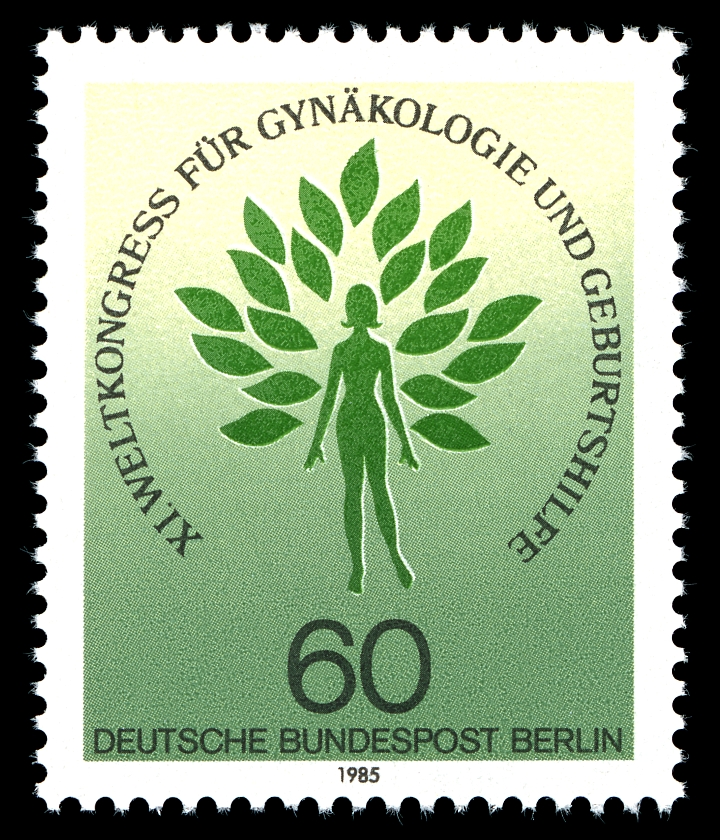
Sonderbriefmarke der Deutschen Bundespost Berlin von 1985 zum XI. Weltkongress für Gynäkologie und Geburtshilfe

FIGO ist die Abkürzung für Fédération Internationale de Gynécologie et d'Obstétrique (franz. für „Internationale Vereinigung für Gynäkologie und Geburtskunde“).
Diese Vereinigung hat mit der FIGO-Klassifikation eine klinische Stadieneinteilung (Lokalisation, Ausdehnung) gynäkologischer Tumoren vorgenommen. Die FIGO-Stadien basieren auf einem klinischen Staging. Im Gegensatz hierzu basiert die TNM-Klassifikation auf chirurgischen und/oder pathologischen Kriterien.
FIGO wurde 1954 gegründet und hat heute 110 nationale Fachgesellschaften als Mitglieder. Der Sitz ist London (früher Genf). Alle drei Jahre wird der World Congress of Gynecology & Obstetrics veranstaltet.